# Hennessy Cup
De Hennessy Cup was een jaarlijks golftoernooi voor vrouwen in Frankrijk en Duitsland, dat deel uitmaakte van de Ladies European Tour. Het toernooi werd opgericht in 1985 en ontbonden in 1997. Van 1985 tot 1990 vond het plaats op verschillende golfbanen in Frankrijk. Van 1991 tot 1997 vond het plaats op de Golf und Land Club Köln in de Duitse stad Keulen.

## Winnaressen
| Jaar                        | Golfbaan                    | Stad                        | Winnares                    |
| Hennessy Cognac Ladies' Cup | Hennessy Cognac Ladies' Cup | Hennessy Cognac Ladies' Cup | Hennessy Cognac Ladies' Cup |
| --------------------------- | --------------------------- | --------------------------- | --------------------------- |
| 1985                        | Golf de Saint-Cloud         | Garches                     | Jan Stephenson              |
| 1986                        | Golf de Chantilly           | Vineuil-Saint-Firmin        | Kelly Leadbetter            |
| 1987                        | Golf de Saint Germain       | Parijs                      | Kitrina Douglas             |
| Hennessy Ladies' Cup        |                             |                             |                             |
| 1988                        | Golf de Saint Germain       | Parijs                      | Marie-Laure de Lorenzi      |
| 1989                        | Golf de Saint Germain       | Parijs                      | Marie-Laure de Lorenzi      |
| 1990                        | Golf de Saint Germain       | Parijs                      | Trish Johnson               |
| 1991                        | Golf und Land Club Köln     | Keulen                      | Helen Alfredsson            |
| 1992                        | Golf und Land Club Köln     | Keulen                      | Helen Alfredsson            |
| 1993                        | Golf und Land Club Köln     | Keulen                      | Liselotte Neumann           |
| 1994                        | Golf und Land Club Köln     | Keulen                      | Liselotte Neumann           |
| Hennessy Cup                |                             |                             |                             |
| 1995                        | Golf und Land Club Köln     | Keulen                      | Annika Sörenstam            |
| 1996                        | Golf und Land Club Köln     | Keulen                      | Helen Alfredsson            |
| 1997                        | Golf und Land Club Köln     | Keulen                      | Laura Davies                |